# Угурлу
Угурлу или Угурлии (на гръцки: Καλότυχο, Калотихо) е село в Западна Тракия, Гърция в дем Мустафчово (Мики).

## История
Според Любомир Милетич към 1912 година Угурли е помашко село в Даръдерската каза.